# Irna Phillips
Irna Phillips (Chicago, 1º luglio 1901 – Chicago, 22 dicembre 1973) è stata un'autrice televisiva statunitense.
È famosa soprattutto per essere stata la creatrice delle prime soap opera americane, tanto da essere considerata la pioniera del genere.
Ha creato o co-creato per la radio e la tv le seguenti soap:
| TITOLO ORIGINALE                | TITOLO ITALIANO            | TRASMISSIONE ORIGINALE                 | TRASMISSIONE ITALIANA |
| ------------------------------- | -------------------------- | -------------------------------------- | --------------------- |
| Another World                   | Destini                    | 1964-1999                              | 1989-1992             |
| As the World Turns              | Così gira il mondo         | 1956-2010                              | 1986-1992             |
| The Brighter Day                | –                          | 1948-1956 alla radio / 1954-1962 in tv | inedita               |
| Days of Our Lives               | Il tempo della nostra vita | 1965-in corso                          | 1985-1993             |
| Guiding Light                   | Sentieri                   | 1937-1956 alla radio / 1952-2009 in tv | 1982-2012             |
| Love is a Many Splendored Thing | –                          | 1967-1973                              | inedita               |
| Our Private World               | –                          | 1965                                   | inedita               |
| The Road to Life                | –                          | 1937-1959 alla radio / 1954 in tv      | inedita               |
| These Are My Children           | –                          | 1949                                   | inedita               |

La Phillips fu consulente anche alla soap Peyton Place (1964-1969) e consulente non ufficiale a A World Apart (1970-1971), soap creata da sua figlia adottiva, Katherine, e che conteneva molti elementi riguardanti la vita della Phillips.
È unanimemente considerata una delle più importanti pioniere della storia televisiva americana. Fu la "guida" di un'altra famosa autrice di soap, Agnes Nixon - creatrice di La valle dei pini (All My Children), Una vita da vivere (One Life to Live) e Quando si ama (Loving) -  e di William J. Bell, creatore di Febbre d'amore (The Young and the Restless) e di Beautiful (The Bold and the Beautiful).

## Biografia
Irna era la decima figlia di una famiglia ebrea trasferitasi a Chicago dalla Germania. Studiò Arte Drammatica all'Università dell'Illinois, dove si laureò. In seguito, prese anche la laurea in Giornalismo all'Università di Wisconsin-Madison.
La Phillips voleva diventare attrice, ma ben presto si rese conto di non essere abbastanza attraente per avere successo in quel campo. Dal 1925 al 1930, fu quindi insegnante di Storia del Teatro e di Arte Drammatica a Dayton (Ohio). Nel frattempo, cominciò a ricoprire piccoli ruoli da attrice presso la stazione radiofonica WGN di Chicago, in seguito ai quali lasciò il suo posto da insegnante.
Durante la sua vita, la Phillips aveva detto di essere stata innamorata una sola volta ma che l'uomo l'aveva abbandonata quando aveva saputo che la donna non poteva avere figli. A 42 anni, quindi, adottò un bambino, Thomas Dirk Phillips, e l'anno dopo adottò anche una bambina, Katherine. Si vocifera, comunque, che a 19 anni la donna perse un figlio (il bambino era nato morto).

### I primi passi alla radio
Dopo aver lavorato come autrice di un talk show, la Phillips creò il melodramma Painted Desert, che oggi viene considerato il primo serial quotidiano scritto appositamente per un pubblico femminile. La donna scrisse tutte le puntate del programma e vi recitò nel ruolo della matriarca "Mother Moynihan". Si crede che nello show fosse stato inserito molto materiale autobiografico, dato che era basato su una famiglia ebrea di immigrati irlandesi.
Dato che il programma non aveva nessuno sponsor, la Phillips si rese ben presto conto che per averne uno bisognava promettere a questi un ricavato, e cioè "vendere, altrimenti lo scopo della pubblicità radiofonica è solo un fallimento". Per questa ragione, inserì nello show un fidanzamento e un matrimonio ai quali legò proprio dei prodotti dello sponsor dello show.

#### Painted DreamseToday's Children
Nel 1932, lo show radiofonico era diventato un grande successo e la Phillips pensò di venderlo a un network nazionale. Ma quando la WGN si rifiutò, la donna li minacciò di portarli in tribunale, dato che il melodramma era una sua opera.
Allora, la Phillips creò un nuovo programma, Today's Children, una versione riveduta e corretta di Painted Dreams (il personaggio di Mother Moynihan era diventato qui Mother Moran). Oggi Today's Children viene ritenuto il primo esempio di soap opera a diffusione nazionale e, grazie ad esso, la Phillips è considerata l'inventrice del genere.
A partire dal 1938, Today's Children divenne uno dei programmi radiofonici più seguiti della NBC. Nello stesso anno, il tribunale permise finalmente alla Phillips di portare Painted Dreams su un network nazionale, la CBS, ma impedì all'autrice di essere coinvolta ancora nella serie. Nonostante il disappunto, la Phillips ebbe la sua rivincita: Painted Dreams non eguagliò mai il successo di Today's Children.
Quello stesso anno, la madre di Irna - che aveva ispirato la figura della matriarca protagonista di Today's Children - venne a mancare. Profondamente addolorata, la Phillips chiese l'interruzione dello show. La NBC acconsentì e sostituì lo show con una nuova serie, Woman in White.

#### Woman in White
Woman in White fu un'altra creazione precorritrice: fu infatti, la prima serie ad essere ambientata in un ospedale. Molte persone vicine alla Phillips (come Agnes Nixon e Harding Lemay) hanno affermato che Irna era ipocondriaca e che la donna consultasse un dottore tutti i giorni. Poco prima della sua morte, la Nixon e Lemay raccontarono di un viaggio che Irna decise di fare in Europa. In quel frangente, la donna decise di recarsi nel Vecchio Continente con una nave-ospedale.
Fu proprio con Woman in White che la Phillips incontrò la giovane Agnes Nixon. La Nixon ha raccontato che durante un'intervista con Irna, aveva con sé un suo copione e che la Phillips lo recitò davanti a lei. Quando finì, le propose un lavoro. Anche William J. Bell conobbe la Phillips in quegli anni.

### Il successo:SentierieCosì gira il mondo
Negli anni quaranta, Irna scriveva due milioni di parole all'anno, dettava dalle sei alle otto ore al giorno, e guadagnava 250.000 dollari all'anno. Oltre al successo di Woman in White, ricordiamo The Road to Happiness (1939-1960) e Sentieri (Guiding Light), iniziato nel 1937.
Nel 1938, la Phillips fece da supervisore al libro "The Guiding Light", che seguiva le tracce delle vicende passate della serie radiofonica, vista con gli occhi del "guardiano del faro", il Reverendo John Ruthledge.
In una scena di The General Mills Hour, alcuni personaggi di differenti drammi radiofonici della Phillips interagivano tra di loro. Ma la Phillips pensava che questi crossover potessero confondere il pubblico. Questa convinzione fu screditata quando, con Agnes Nixon, due personaggi di Sentieri fecero visita a un personaggio di Destini (Another World).
Il 1949 rappresenta un anno importante per la Philips e per la tv americana. Inizia il primo serial televisivo trasmesso da un network nazionale, la NBC: These Are My Children. Lo show, andato in onda per un mese e nato sulle ceneri di Today's Children e Painted Dreams, attirò su di sé molte recensioni negative. Ma, incurante dell'insuccesso critico, tre anni dopo, la Phillips decise di trasferire in tv anche Sentieri, al quale si aggiunse nel 1954 The Brighter Day. Pian piano le due serie cominciarono a conquistare il pubblico, tanto che Sentieri è stato il programma più vecchio della tv americana ('The Brighter Day, invece, chiuse i battenti nel 1962).
Nel 1956, Irna mise in cantiere un altro serial, Così gira il mondo (As The World Turns) e, con esso, la Phillips stabilì un altro primato: fu il primo programma del genere a superare l'abituale durata di 15 minuti (che vennero portati a 30). Fu inoltre il primo show a mettere in scena profondi risvolti psicologici dei personaggi e lunghi primi piani. Sebbene partito in sordina, Così gira il mondo divenne la soap opera più seguita d'America, tanto da rimanere al primo posto dei rating Nielsen per due decenni.
Nel 1964, il nuovo lavoro della Phillips, Destini, fu scritto a quattro mani con William J. Bell. Pensato come show gemello di Così gira il mondo, l'impresa risultò impossibile. Inoltre, sebbene le due soap fossero prodotte tutte e due dalla Procter & Gamble e quindi legate alla CBS, Destini fu ceduta alla NBC per mancanza di spazio nella programmazione della CBS. L'unico legame rimasto tra le due soap fu il "crossover" di un personaggio secondario, l'avvocato Mitchell Dru (Geoffery Lumb), già presente in The Brighter Day. I cambiamenti repentini nelle storie di Destini - primo serial del genere a metter in scena un aborto (benché ancora illegale) - non furono molto apprezzati e la Phillips cedette lo show a James Lipton, il quale lo passò a sua volta ad Agnes Nixon.
Dopo aver co-creato Il tempo della nostra vita (Days of our Lives) nel 1965, creò, ancora insieme a William J. Bell, Our Private World, primo e (finora) unica serie di prima serata nata da una soap-opera, che vedeva tra le protagoniste Lisa Miller di Così gira il mondo.

### Una donna di polso
Lavorare con la Phillips risultò sempre stimolante e al tempo stesso molto impegnativo. La scrittrice era solita pretendere una certa arbitrarietà nelle storie e nel cast delle sue creazioni. 
- A sei mesi dalla messa in onda di Così gira il mondo, la Phillips licenziò l'attrice principale Helen Wagner perché non le piaceva come la Wagner versava il caffè. Ma la Procter & Gamble e la CBS obbligarono la scrittrice a reinserirla nella soap fino alla chiusura dello show.
- Nelle sue memorie, Eight Years in Another World, lo scrittore Harding Lemay - capo-sceneggiatore alla soap Destini negli anni settanta - riportò un aneddoto in cui la Phillips chiamo gli uffici di Così gira il mondo dopo aver visto una puntata della soap che la donna non aveva gradito. La telefonista rispose «As the World Turns» (=«Così gira il mondo»), la Phillips disse: «Not today, it didn't!» (=t.l. «Oggi no, non ha girato!») e riagganciò.
- La Phillips chiedeva ai suoi attori di non usare mai i loro nomi reali in pubblico.
- Le interferenze della scrittrice a Sentieri durante la metà degli anni sessanta furono così numerose che la produttrice della soap, Lucy Ferri Rittenberg, rifiutava costantemente gli addebiti di chiamata della Phillips dalla sua casa di Chicago agli studi televisivi di New York.
- Mentre era intenta a girare una scena di Così gira il mondo, l'attrice Eileen Fulton fece accidentalmente cadere a terra la sceneggiatura della Phillips. L'attore Don McLaughlin si apprestò a raccoglierla e disse alla Fulton che «una sceneggiatura della Phillips, come la bandiera americana, non deve mai toccare terra».
- Agnes Nixon, una della "protette" della Phillips, disse che «Irna è la sua migliore creazione».

Irna Phillips poteva essere davvero una spina nel fianco per gli attori. Nel 1964, licenziò John Beal da Destini dopo un solo episodio e Fran Sharon dopo due settimane perché non le piaceva come apparivano sullo schermo. La scrittrice ebbe molti scontri con svariati attori, soprattutto con Rosemary Prinz di Così gira il mondo. Nel 1976, in un'intervista, l'attrice Kay Campbell riferì di come «dopo solo 5 minuti dalla fine di una puntata della soap, in cui aveva preso parte la Prinz, la Phillips era già al telefono e la fece a pezzi. Credo proprio che non le piacessero gli attori». La Campbell rimase talmente impressionata dall'episodio che quando le fu offerto un ruolo in Sentieri, la donna declinò, cambiando poi idea quando seppe che a capo della soap ci sarebbe stata Agnes Nixon (con la quale stabilì una profonda amicizia che confluì nel ruolo di Kate Martin in La valle dei pini).
A metà degli anni cinquanta, la CBS informò la Phillips di voler sperimentare la nuova tecnica del colore con una puntata di Sentieri. Sebbene molti alla soap fossero felici dell'idea, la Phillips ne fu seccata perché per lei questo significava perdere il controllo in fase di produzione. Allora si assicurò che l'intero episodio fosse ambientato all'interno di una sala operatoria, così da avere il bianco come colore predominante e impedendo qualsiasi effetto positivo del nuovo sistema televisivo. Da quel momento in poi, la CBS cercò di non avere ulteriori contrasti con la scrittrice e si fece da parte. (Contrariamente, l'altra soap della CBS, Aspettando il domani, si conformò felicemente al nuovo sistema e fra la fine degli anni cinquanta e l'inizio dei sessanta fu girata in parte a colori).
Nel 1958, la Phillips fece morire prematuramente un importante personaggio di Sentieri, Kathy Roberts, per fare in modo che Così gira il mondo prendesse il sopravvento sugli ascolti. Effettivamente, quell'anno il numero degli spettatori di quest'ultima salì vertiginosamente fino a spingere la soap al primo posto dei rating Nielsen, ma non c'è nessuna prova che il successo di Così gira il mondo dipese dalla mossa della scrittrice.
Nel 1968, la Phillips lasciò improvvisamente la soap Love is a Many Splendored Thing, in quanto la CBS si rifiutò di mettere in scena una coppia interrazziale, composta da un uomo bianco e una donna di razza mista (metà americana e metà asiatica), figlia dei personaggi interpretati da William Holden e Jennifer Jones nel film L'amore è una cosa meravigliosa (1955).